# Aleksandar Vasoski
Aleksandar Vasoski (en macedonio Александар Васоски) (nacido el 27 de noviembre de 1979 en Skopie, Macedonia del Norte) es un futbolista y entrenador de Macedonia del Norte.

## Clubes
| Club                | País                | Año       |
| ------------------- | ------------------- | --------- |
| FK Cementarnica     | Macedonia del Norte | 1998-2000 |
| FK Vardar Skopje    | Macedonia del Norte | 2000-2004 |
| Eintracht Frankfurt | Alemania            | 2005-2011 |
| AO Kavala           | Grecia              | 2011      |
| FK Vardar Skopje    | Macedonia del Norte | 2011      |